# Giro di Svizzera 1951
Il Giro di Svizzera 1951, quindicesima edizione della corsa, si svolse dal 15 al 23 giugno 1951 per un percorso totale di 1 882 km, con partenza e arrivo a Zurigo. Il corridore svizzero Ferdi Kübler si aggiudicò la corsa concludendo in 55h15'14".
Dei 79 ciclisti alla partenza arrivarono al traguardo in 49, mentre 30 si ritirarono.

## Tappe
| Tappa  | Data      | Percorso                               | km    | Vincitore di tappa | Leader cl. generale |
| ------ | --------- | -------------------------------------- | ----- | ------------------ | ------------------- |
| 1ª     | 15 giugno | Zurigo > Aarau                         | 251   | Alfredo Martini    | Alfredo Martini     |
| 2ª-1ª  | 16 giugno | Aarau > Basilea                        | 135   | Ferdi Kübler       | Dino Rossi          |
| 2ª-2ª  | 16 giugno | Basilea > Boncourt (cron. individuale) | 65    | Hugo Koblet        | Dino Rossi          |
| 3ª     | 18 giugno | Boncourt > Berna                       | 239   | Jean Goldschmit    | Dino Rossi          |
| 4ª     | 19 giugno | Berna > Gstaad                         | 261   | Ferdi Kübler       | Dino Rossi          |
| 5ª     | 20 giugno | Gstaad > Lucerna                       | 208   | Giovanni Rossi     | Dino Rossi          |
| 6ª     | 21 giugno | Lucerna > Lugano                       | 249   | Vittorio Rossello  | Ferdi Kübler        |
| 7ª     | 22 giugno | Lugano > Davos                         | 240   | Hugo Koblet        | Ferdi Kübler        |
| 8ª     | 23 giugno | Davos > Zurigo                         | 234   | Jean Goldschmit    | Ferdi Kübler        |
| Totale | Totale    | Totale                                 | 1 882 |                    |                     |

## Dettagli delle tappe

### 1ª tappa
- 15 giugno: Zurigo > Aarau – 251 km

Risultati
| Pos. | Corridore        | Squadra  | Tempo    |
| ---- | ---------------- | -------- | -------- |
| 1    | Alfredo Martini  | Italia   | 7h05'25" |
| 2    | Giovanni Rossi   | Svizzera | a 5'05   |
| 3    | Pasquale Fornara | Italia   | s.t.     |

### 2ª tappa-1ª semitappa
- 16 giugno: Aarau > Basilea – 135 km

Risultati
| Pos. | Corridore    | Squadra  | Tempo    |
| ---- | ------------ | -------- | -------- |
| 1    | Ferdi Kübler | Svizzera | 3h26'26" |
| 2    | Hans Sommer  | Svizzera | s.t.     |
| 3    | Hugo Koblet  | Svizzera | s.t.     |

### 2ª tappa-2ª semitappa
- 16 giugno: Basilea > Boncourt – Cronometro individuale – 65 km

Risultati
| Pos. | Corridore    | Squadra  | Tempo    |
| ---- | ------------ | -------- | -------- |
| 1    | Hugo Koblet  | Svizzera | 1h33'32" |
| 2    | Ferdi Kübler | Svizzera | a 2'53"  |
| 3    | Dino Rossi   | Italia   | a 4'55"  |

### 3ª tappa
- 18 giugno: Boncourt > Berna – 239 km

Risultati
| Pos. | Corridore       | Squadra     | Tempo    |
| ---- | --------------- | ----------- | -------- |
| 1    | Jean Goldschmit | Lussemburgo | 6h45'49" |
| 2    | Mario Baroni    | Italia      | s.t.     |
| 3    | Robert Brinz    | Lussemburgo | s.t.     |

### 4ª tappa
- 19 giugno: Berna > Gstaad – 261 km

Risultati
| Pos. | Corridore         | Squadra  | Tempo    |
| ---- | ----------------- | -------- | -------- |
| 1    | Ferdi Kübler      | Svizzera | 7h38'37" |
| 2    | Hugo Koblet       | Svizzera | s.t.     |
| 3    | Vittorio Rossello | Italia   | s.t.     |

### 5ª tappa
- 20 giugno: Gstaad > Lucerna – 208 km

Risultati
| Pos. | Corridore      | Squadra  | Tempo    |
| ---- | -------------- | -------- | -------- |
| 1    | Giovanni Rossi | Svizzera | 5h35'35" |
| 2    | Ferdi Kübler   | Svizzera | s.t.     |
| 3    | Fritz Schär    | Svizzera | s.t.     |

### 6ª tappa
- 21 giugno: Lucerna > Lugano – 249 km

Risultati
| Pos. | Corridore         | Squadra  | Tempo    |
| ---- | ----------------- | -------- | -------- |
| 1    | Vittorio Rossello | Italia   | 7h51'37" |
| 2    | Ferdi Kübler      | Svizzera | a 2"     |
| 3    | Bruno Pasquini    | Italia   | a 4'33"  |

### 7ª tappa
- 22 giugno: Lugano > Davos – 240 km

Risultati
| Pos. | Corridore       | Squadra  | Tempo    |
| ---- | --------------- | -------- | -------- |
| 1    | Hugo Koblet     | Svizzera | 8h00'30" |
| 2    | Ferdi Kübler    | Svizzera | a 58"    |
| 3    | Alfredo Martini | Italia   | a 7'29"  |

### 8ª tappa
- 23 giugno: Davos > Zurigo – 234 km

Risultati
| Pos. | Corridore       | Squadra     | Tempo    |
| ---- | --------------- | ----------- | -------- |
| 1    | Jean Goldschmit | Lussemburgo | 6h55'22" |
| 2    | Fritz Schär     | Svizzera    | s.t.     |
| 3    | Jean Diederich  | Lussemburgo | s.t.     |

## Classifiche finali

### Classifica generale
| Pos. | Corridore         | Squadra     | Tempo     |
| ---- | ----------------- | ----------- | --------- |
| 1    | Ferdi Kübler      | Svizzera    | 55h15'14" |
| 2    | Hugo Koblet       | Svizzera    | a 4'15"   |
| 3    | Alfredo Martini   | Italia      | a 14'03"  |
| 4    | Fritz Schär       | Svizzera    | a 17'08"  |
| 5    | Vittorio Rossello | Italia      | a 25'50"  |
| 6    | Bruno Pasquini    | Italia      | a 28'33"  |
| 7    | Jean Kirchen      | Lussemburgo | a 29'28"  |
| 8    | Dino Rossi        | Italia      | a 30'43"  |
| 9    | Pasquale Fornara  | Italia      | a 32'01"  |
| 10   | Vincenzo Rossello | Italia      | a 32'35"  |

### Classifica scalatori
| Pos. | Corridore         | Squadra  | Punti |
| ---- | ----------------- | -------- | ----- |
| 1    | Ferdi Kübler      | Svizzera | 40    |
| 2    | Hugo Koblet       | Svizzera | 35    |
| 3    | Fritz Schär       | Svizzera | 35    |
| 4    | Vittorio Rossello | Italia   | 33    |
| 5    | Pasquale Fornara  | Italia   | 29    |